# Национальный музей средневекового искусства (Корча)
Национальный музей средневекового искусства (алб. Kombëtar I Artit Mesjetar Korçë Museum  — национальный художественный музей Албании, расположен на бульваре Фан Ноли на юго-востоке города Корча.
Основан 24 апреля 1980 года.
В музее собраны коллекции художественных произведений средневековья, в основном связанные с византийским и поствизантийским христианским искусством. Сюда входят коллекции икон, каменных и деревянных скульптур, металлических украшений.
Самая важная часть музея — коллекция из более чем 6500 икон, которая считается одной из самых богатых в Европе. В постоянной экспозиции представлено около 200 икон XIII—XIX веков.
В коллекции музея представлены работы иконописцев, в том числе: Онуфрия, иконописца и одного из главных албанских живописцев-монументалистов, творивший в XVI-м веке на территории центральной и южной Албании и юго-западной Македонии, Николы, сына Онуфрия, Давида Селеницы, Kонстантина Шпатараку, Kонстантина Жеромонака, братьев Зографи, Четиретов (Георгия, Иоанна, Наума, Николая и Георгия-младшего) и других.
Музей активно сотрудничает с Византийским музеем в Салониках. В результате совместной работы в Салониках восстановлено 88 важнейших икон из собрания музея.

## Экспонаты Национального музея средневекового искусства в Корча

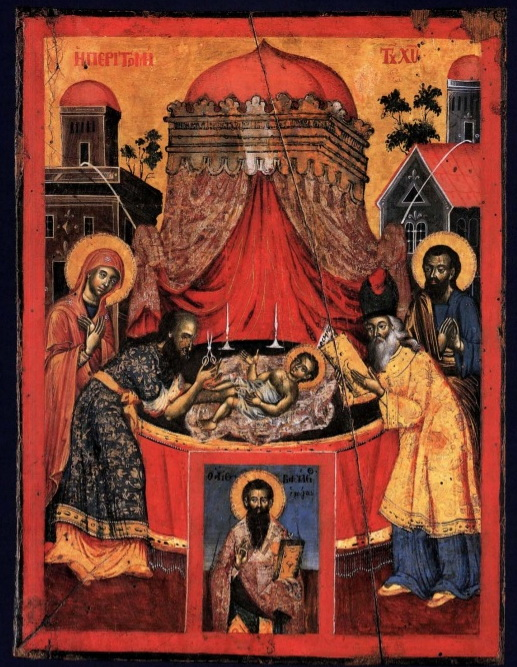
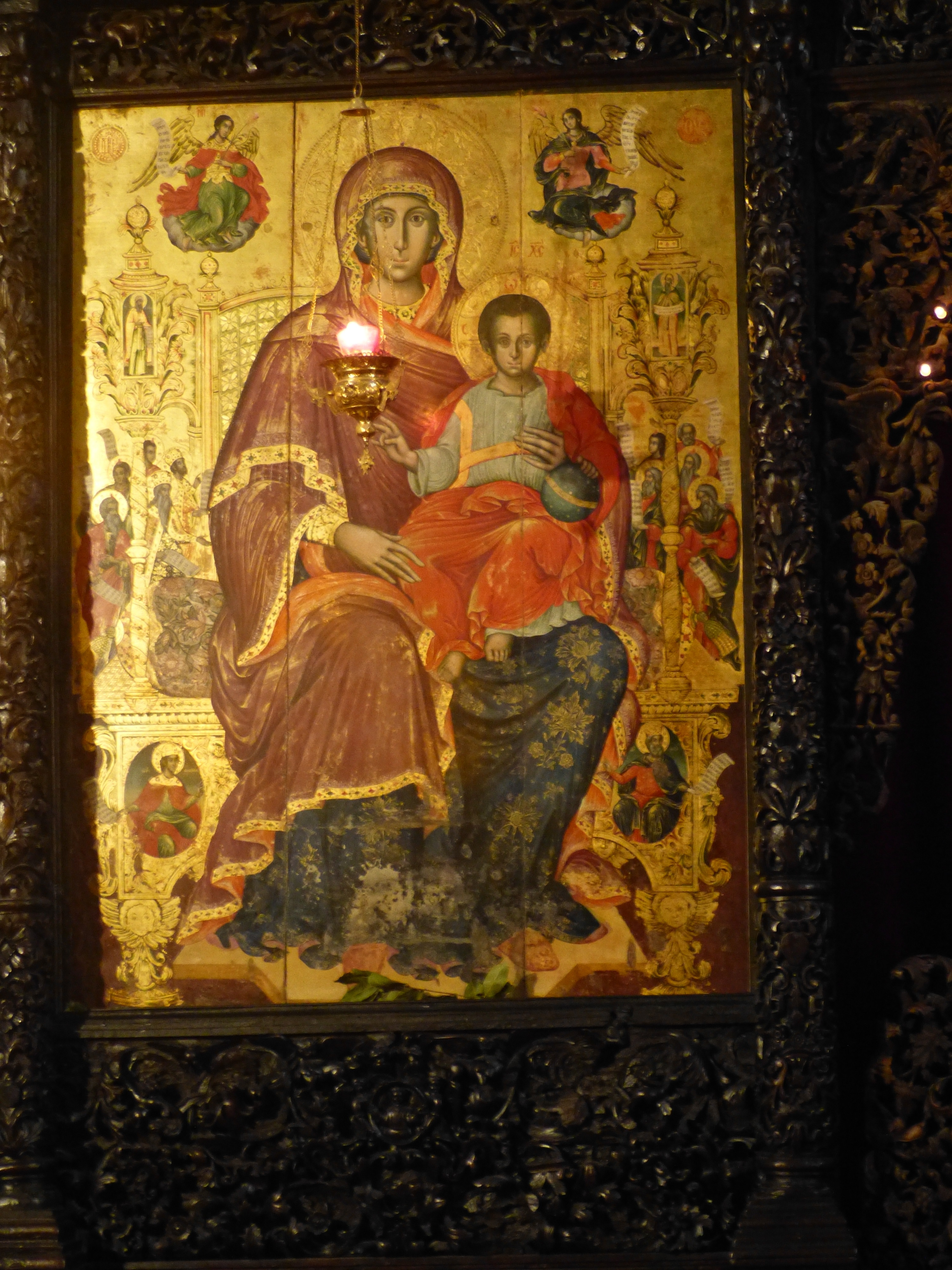
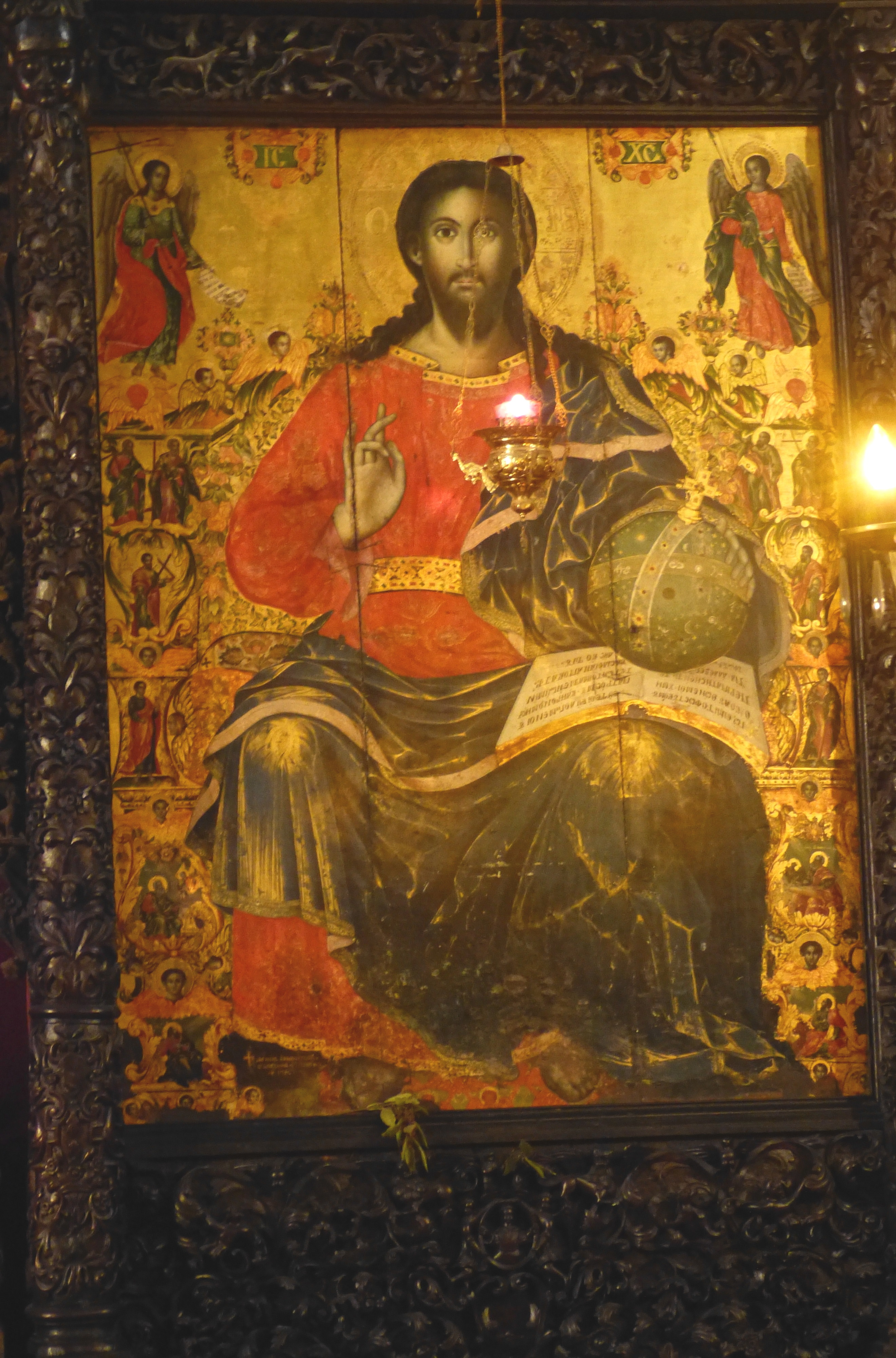
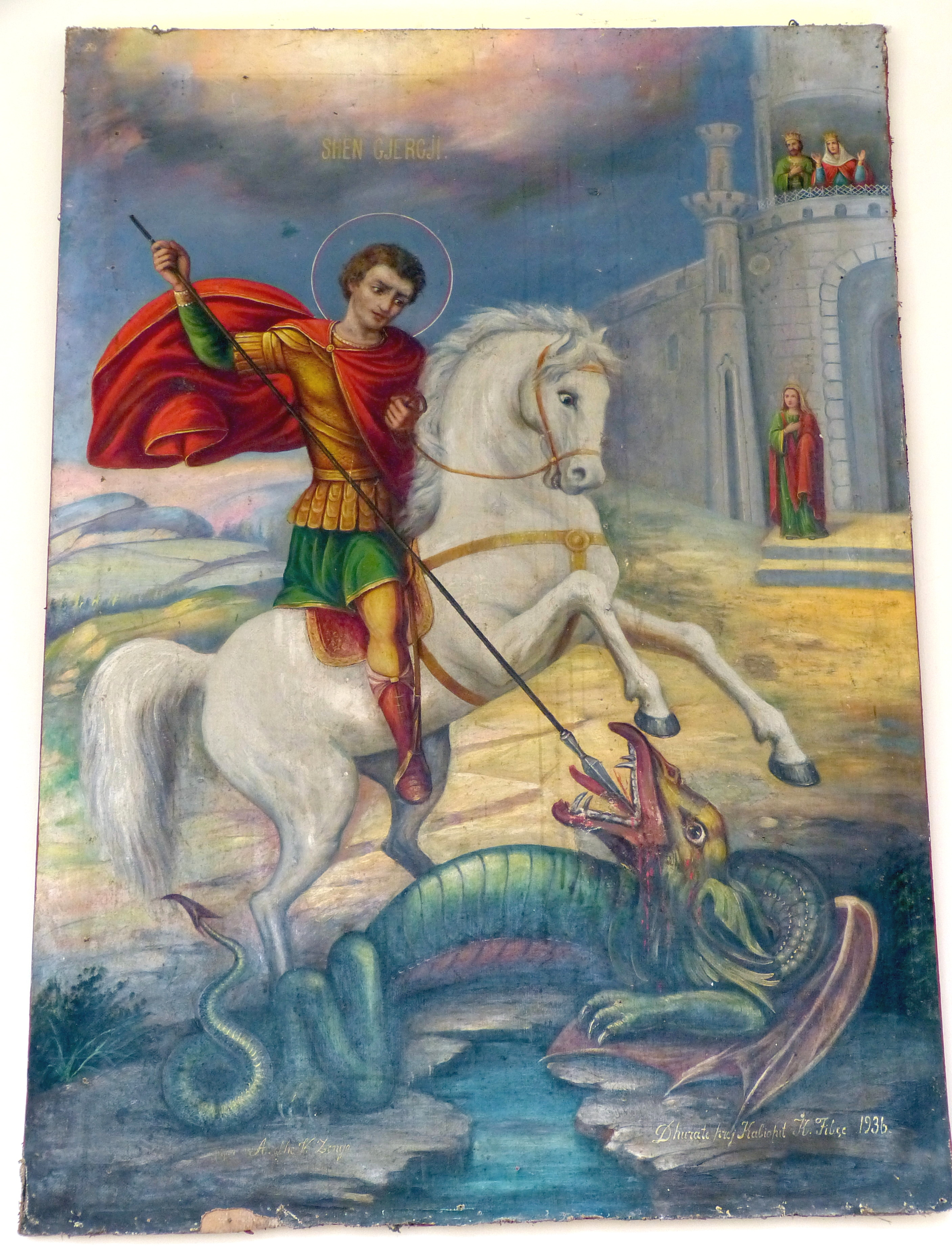
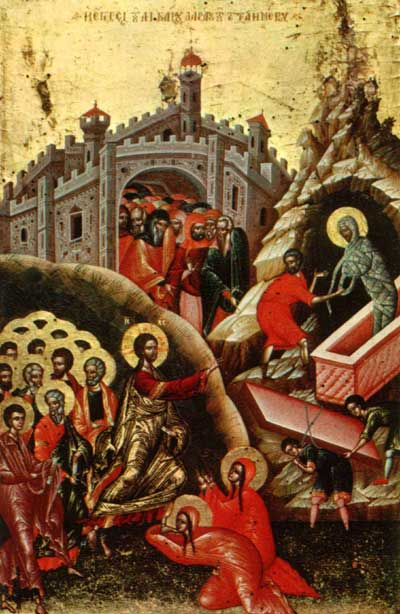
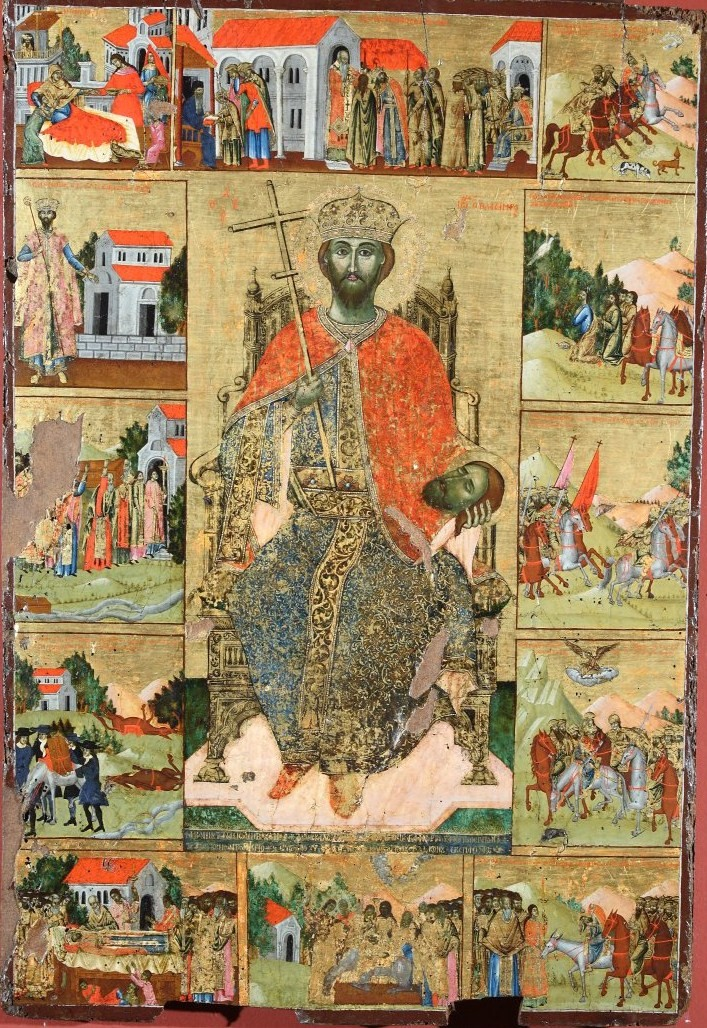
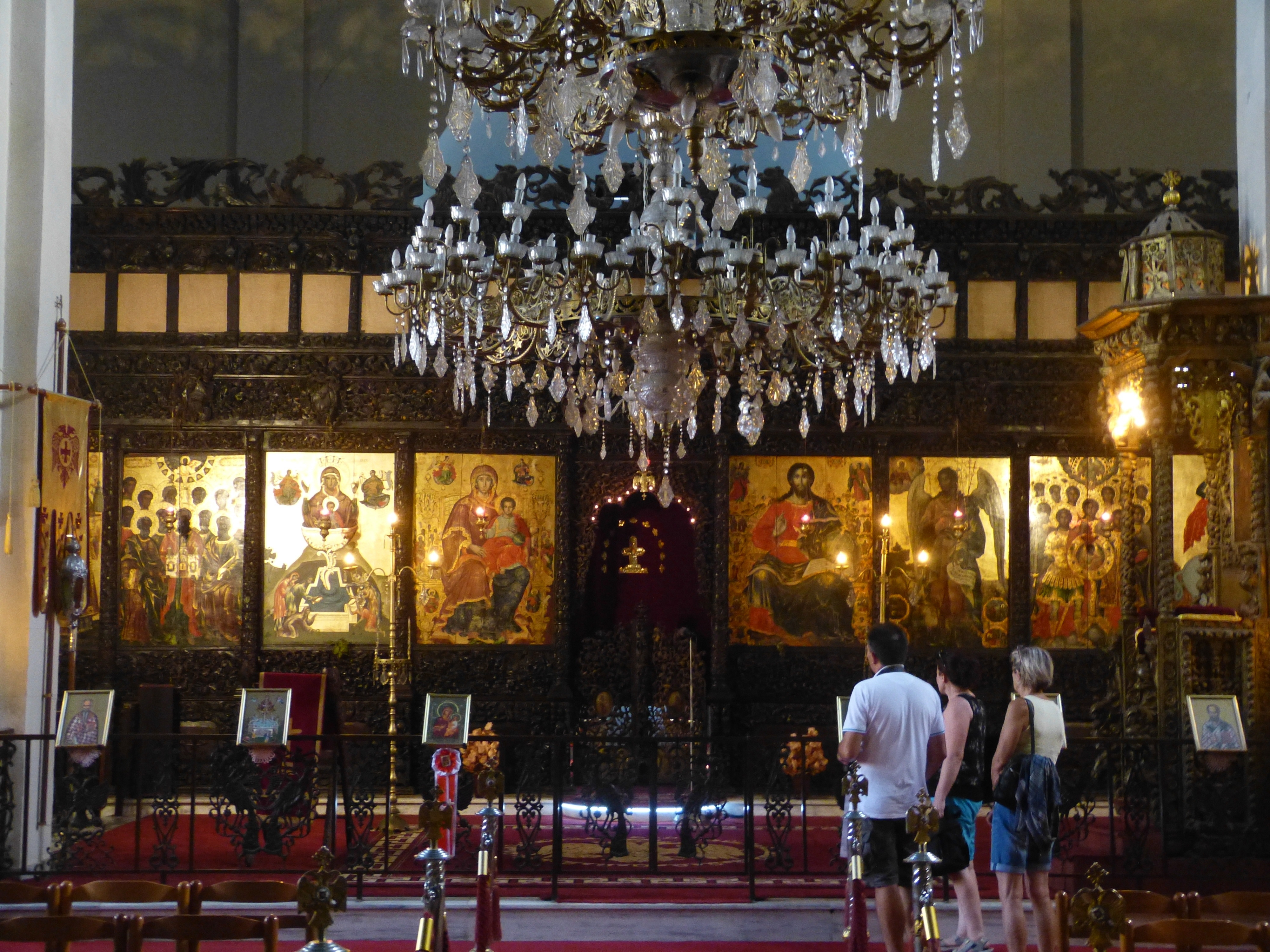
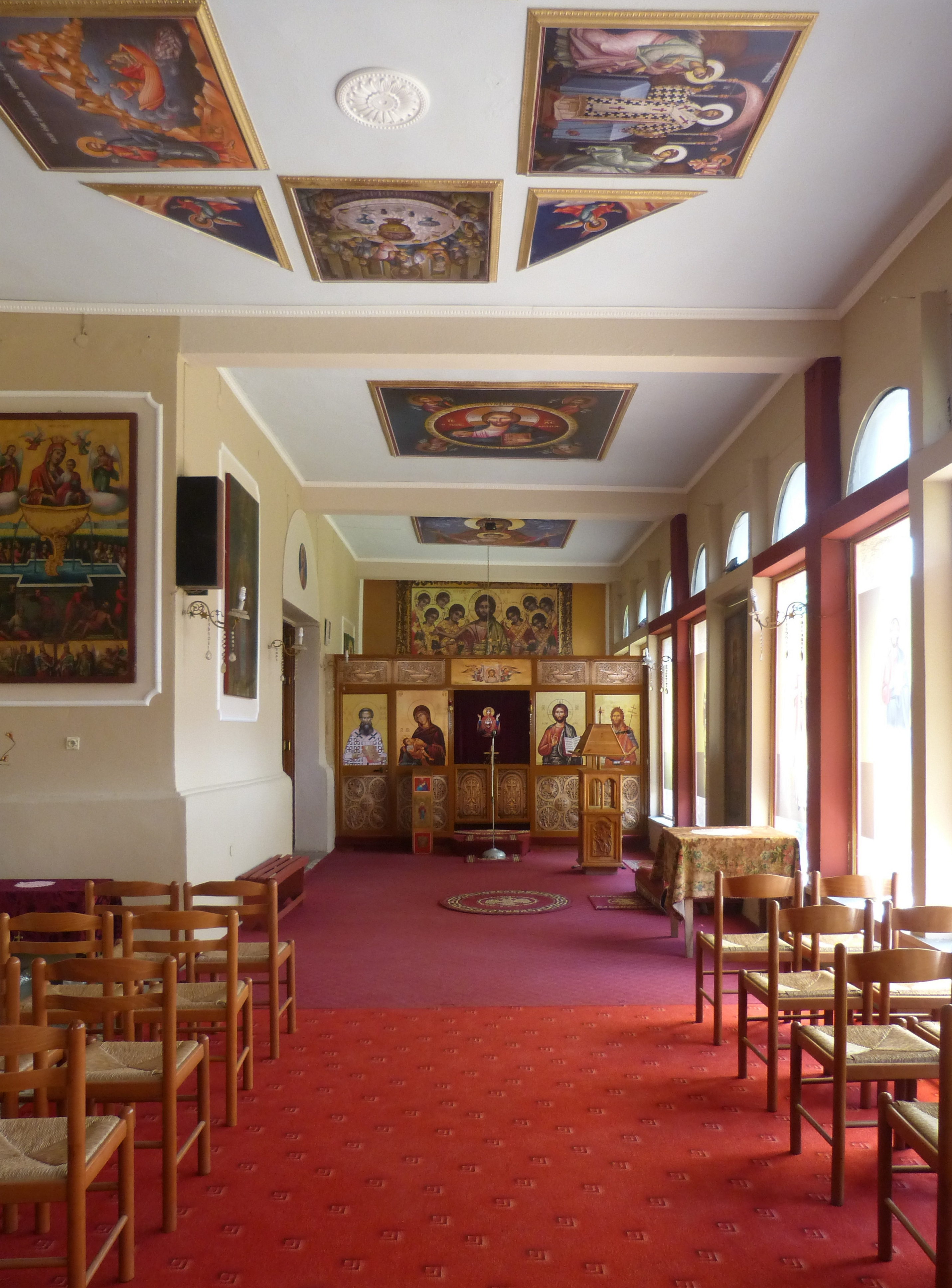